# جون فريدريك ديوي
جون فريدريك ديوي (بالإنجليزية: John Frederick Dewey)‏ هو جيولوجي بريطاني، ولد في 1937.